# 徐州历史
徐州具有6000多年悠久的历史。

## 新石器时代
距今约6000多年前的新石器时代，如今的徐州地区出现了大汶口文化氏族公社的居住村落，这个时候，人流已经定局，生产以农业为主，人们普遍是用打制或磨制石器进行生产活动，如使用石铲、石镐、石锛深翻土地；用石镰刀等收割庄稼等。人们生产的粮食主要是粟。多余的粮食还用来酿酒或饲养牲畜。饲养的牲畜有猪、狗、牛、羊等。其中，狗驯化后，还能用于看守门户。这一时期，人们生活中已普遍使用陶器，主要有鼎、盆、罐、壶、豆、钵等。除炊器外，要骑上大都会有徐州地方特色的彩绘。同时琢玉业有了较高的艺术水平。琢玉的类型有璧、环、琮等等。
徐州历史渊源流长，据同属于大汶口文化的徐州花厅文化遗址、刘林文化遗址、大墩子文化遗址考古成果测定，约距今6300年前，徐州的先民就劳动、生息、繁衍在这块土地上。徐州附近的云龙山东麓、高皇庙、丘湾、台上等处，分布着与传说中尧封大彭氏国年代相近的新石器晚期龙山文化遗存，这些龙山文化遗存距今也已有4000余年的历史。
据传说彭祖姓篯名铿，又名彭铿，是黄帝的后裔，颛顼的玄孙，因善于烹饪野味，奉献帝尧，得到赞赏，被封于彭地，为大彭氏国，并赐其“长寿”。他经历夏、商两个朝代，到商代后期已经767岁，仍不衰老，而且是商的大夫，担任守藏史(藏书室官员)。战国诗人屈原在楚辞《天问》中问了一个非同寻常的问题，“彭铿斟雉，帝何飨？受寿永多夫何久长？”据后人考证，大彭实际上是以鼓为图腾的部族，这个部族的辉煌历史大约有800余年。

## 大彭国和邳国
现在常说的徐州“2600年建城史”是从前537年起算的，而在史料中徐州（彭城）的出现远比前537年要早。选择前537年作为徐州建城之始，只是早年历史学家的无奈之举。因为很长时间内前841年（西周共和元年）是没有争议的最早纪年开始，而早于前841年的史料记载全部都被忽略了。
上古时期，彭氏部落首领彭祖在今徐州市铜山地区建立了大彭国，是东方重要的方国，在夏朝与商朝前期都是很强大的国家。后为商王武丁所灭，存在了约800年。大彭氏国创建时，正值中国原始社会末期向奴隶社会变革的阶段，在当时的大彭氏国范围内，群山延绵，水源充足，具有供先民采集、渔猎的优裕自然、生存条件。商武丁四十三年，大彭国为商所灭，成为商的一个城邑。
实际上，作为上古时期的方国城邑，大彭国的建立也应当就是徐州的建城开始。《竹书纪年》中首次提到大彭氏国是在“启十五年”，而武丁四十三年（按夏商周断代工程，约为前1208年）时灭于商。河南安阳殷墟出土的甲骨文中，有11片关于“彭”的记载，其中一片卜辞为“辛丑卜亘贞乎取彭”，这与《竹书纪年》记载的武丁四十三年“王师灭大彭”相吻合。因此，徐州的建城时间应至少在前21世纪，并且不晚于前13世纪。
春秋时，为宋国彭城邑。战国时，宋国弃睢阳而迁都彭城。周赧王二十九年(前286年)，宋灭，彭城属楚，谓之西楚。战国中期，徐州先后为宋、楚、彭城国都。
夏商时期，邳州地区曾存在一个邳国。邳国为奚仲所建立，是东方强大的方国。曾是商王朝的敌对国家，反叛和抗拒商王朝的统治，后被大彭国打败，先后存在约1500年。
徐州得名，一般认为源于徐国。远古时，东夷族的一支——徐夷族，生息繁衍于泗水流域。约在商代建立了自己的国家，名为徐国，一称徐方，又叫徐夷、徐戎。徐国的疆域范围在传统上的邳州地区，徐国最早建立于徐地(位于今郯城县)，并不断扩张，鲁侯伯禽在费地(今费县)作《费誓》动员军队讨伐徐国。徐国兴盛时疆域涵盖了整个传统上的邳州地区，国君亦称王与周王朝分庭抗礼。徐驹王时期，徐国国力强盛，徐国大夫容居忆：“昔我先君驹王，西济，讨于河。”徐偃王时国力最盛，起兵伐周，兵败，徐国南迁徐城。徐偃王时期徐国都城遗址已于邳州市戴庄镇发掘，有“梁王城”和“鹅鸭城”两座都城遗址和“九女墩”王陵遗址。公元前512年冬十二月，吴灭徐。
徐州作为自然地理区域名称，古九州之一，最早见于战国时期成书的《尚书·禹贡》：“禹别九州，随山浚川，任土作贡(正义曰：禹分别九州之界，随其所至之山，刊除其木，深大其川，使得注海，水害既除，地复本性，任其土地所在，定其贡赋之差，史录其事以为禹贡之篇)，海、岱(泰山)及淮(淮水)惟(为)徐州(东至海，北至岱，南及淮)。”战国末年成书的《吕氏春秋·有始览》，汉初成书的《尔雅·释地》，也都有相应的记载。
一说徐州之名，源于地势舒缓。据《晋书·地理志》记载，“盖取舒缓之义，或云因徐丘以立名”。

## 秦汉
秦始皇五年(前242年)，初置彭郡于彭城，寻废，改置彭城县，属泗水郡。秦末反秦战争中，项梁、项羽、刘邦等拥立的楚怀王和项羽都曾建都于彭城。
秦朝末年(前209年)，下相（今宿迁市）人项羽、项梁，沛人刘邦起义反秦，于前206年推翻秦朝统治。随后成为楚汉相争的重要战地。项羽以诸侯联军统帅的身份自立为“西楚霸王”，定彭城（徐州）为都，并封了18个诸侯王。今市内户部山上戏马台传为其操练兵马的旧址。前206年，汉王刘邦举兵攻打西楚。历时一年占领了彭城，项羽闻后，举兵回救，汉军大败，刘父刘妻都为楚军所掳。项羽以3万精兵击退了刘邦60万汉军，成为中国古代战争史上以少胜多的战役之一。刘邦兵败后，采取避实击虚，迂回包抄楚军的战略。前202年，汉军攻占下邳，彭城守将项佗投降。项羽军队全军覆灭，项羽亦自刎于乌江。长达5年的楚汉战争以刘邦的胜利告终。
汉高祖五年(前202年)，改泗水郡为沛郡，又分沛郡立楚国，初封韩信，都下邳(今睢宁北)。高祖六年(前201)，韩信降为淮阴侯，改封汉高祖弟刘交为楚王，领薛郡、东海郡、彭城郡三郡36县，都彭城。
西汉时期，徐州是刘氏政权重要封国楚国的都城。共产生12位楚王。是两汉时期延续时间最长，经济实力最强，政治地位最高的诸侯国。后王莽篡汉，楚国被废。
汉武帝元封五年(前106年)，划分全国为13个监察区，徐州为其中之一，称徐州刺史部。大致以《禹贡》所说古徐州的地域为徐州刺史部的监察范围。据《汉书·地理志》记载，徐州刺史部监察郡国六：琅邪郡、东海郡、临淮郡、楚国、泗水国、广陵国。楚国领县七：彭城(今徐州市)、留(今江苏沛县东南)、梧(今安徽萧县南)、傅阳(今山东枣庄市南)、吕(今江苏铜山县东南)、武原(今江苏邳县东北)、甾丘(今安徽宿州北)。
汉宣帝地节元年(前69年)，楚王延寿谋反，楚国废除，以其地改置彭城郡。黄龙元年(前49年)，复置楚国，至王纡时(公元9年)为新莽废。新莽天凤元年(公元14年)改楚国为和乐郡。
东汉时，光武亦为十三州部，徐州治郯。据《续汉书·郡国志》记载，东汉徐州刺史领郡国五：东海郡、广陵郡、琅邪国、彭城国、下邳国。彭城国治彭城。汉光武帝曾于建武十七年(41年)封皇子为英楚王，都彭城。汉明帝永平十四年(71年)，英楚王被告谋反，废楚国为楚郡。章和二年(88年)，改楚郡为彭城国，都彭城，至魏黄初元年(220年)，被曹魏废除。
东汉末年，曹操、吕布、刘备、袁术都曾逐鹿于徐州。在三国时，曹操军队在此决战陶谦军队，亦因刘备军队的帮助，曹操军大败徐州。
三国时，曹魏占据中原，划分12州，徐州为12州之一，治下邳。建安三年(198年)曹操迁徐州刺史部于彭城，这是彭城称为徐州的开始。徐州刺史部领郡国六。魏文帝黄初三年(222年)，文帝曹丕封其弟琚为彭城王。

## 南北朝至明清
东晋末年，刘裕两次北伐，都以彭城为前沿指挥中心。南北朝对峙时期，彭城是双方进军的桥头堡。唐武德四年（621年）置徐州。后历代为徐州州治。
唐代，庞勋起义，进军彭城，对抗官兵。北宋时，大文豪苏东坡曾任徐州太守，留下了众多的历史遗迹，如黄楼、快哉亭、放鹤亭、东坡石床、苏堤等。北宋末年，金兵统帅粘罕率军攻代徐州，元末芝麻李在徐州起义，反抗元朝的腐朽统治。
明太祖朱元璋派徐达攻占徐州，北取中原。明初，徐州曾直隶京师，后属南京。清初，徐州先后为江南省和江苏省所属直隶州，雍正十一年（1733年），徐州由直隶州升格为徐州府，辖领1州7县。

## 近现代
1912年废府存铜山县。从1911年到1925年，津浦铁路和西、东陇海铁路陆续修建，徐州成为重要的铁路枢纽，城市地位有所上升。
1937年12月，中日两国在此进行激烈的徐州会战。徐州沦陷后，1939月2月19日伪政府设立（伪）江苏省公署徐州办事处，由原第九行政督察区铜山县第一区析置徐州市，徐州市公署（伪）市长张云生。这是徐州首次设市。1939年5月19日，江苏省公署徐州办事处被改组为苏北行政专员公署。徐州市后为（伪）淮海省省会。
1938年，八路军115师在邳睢铜地区建立抗日根据地。1940年6月11日，中共设立鲁南专署，于化琪任专员。徐州市隶属于鲁南行政专员公署。在中共的行政区划下徐州从此开始属于山东省历时十二年半。
抗战胜利后，国民政府保留了徐州市，直属江苏省。
1946年12月15日，宿北战役开始，中国人民解放军与國民革命軍整编第69师展开了连续四天的激战，激战结束后，国军损失了近三个半旅，69师师长戴之奇也被迫自杀。解放军取得了该战役的胜利。
1948年11月，淮海战役爆发，作战区以徐州为中心，历时66天。战役以国军的失败告终。中華民國政府在华东战场的军力力量也彻底瓦解。1948年12月徐州解放后成立了徐州特别市，由中国人民解放军华东军区徐州特别市军事管制委员会管制。1949年3月，山东省人民政府成立，此时山东省有三个省辖市，分别为潍坊特别市、济南特别市及徐州特别市。1949年10月1日中华人民共和国正式成立后，徐州特别市改称市。1953年1月1日，徐州回归江苏省，为省辖市。1945年10月，国民政府把铜山县第一区划出，正式设徐州市，隶属江苏省。
1969年9月25日，徐州重型机械厂制造出中国第一台5吨级液压吊车。
1983年3月，江苏省统一实行市管县体制，撤消徐州地区，原徐州地区各县归徐州市管辖。徐州市开始辖县。
1993年4月22日，据“国函(1993)52号”文件，徐州市列入全国“较大的市”管理序列，享有制定地方性法规和地方政府规章的权力。